# Trekantsuligheden
I matematikken er trekantsuligheden en sætning, der siger, at længden af en given side i en trekant er mindre eller lig med summen af de to andre siders længder, men større eller lig med forskellen mellem de to andre siders længder.
Trekantsuligheden er en sætning i rum, såsom de reelle tal, alle Euklidiske rum, Lp-rum (p ≥ 1), og vilkårlige indre produkt-rum. Den forekommer også som aksiom i definitionerne af flere af de matematiske strukturer i matematisk analyse og funktionsanalyse, såsom normerede vektorrum og metriske rum.

## Normeret vektorrum
I et normeret vektorrum, {\displaystyle V}, siger trekantsuligheden, at
{\displaystyle \Vert x+y\Vert \leq \Vert x\Vert +\Vert y\Vert \,\,\forall x,y\in V}.
Altså, at normen af summen af to vektorer maksimalt er lige så stor som summen af de to vektorers norm.
Den reelle talakse er et normeret vektorrum, med den absolutte værdi som norm, og således siger trekantsuligheden om reelle tal, at
{\displaystyle |x+y|\leq |x|+|y|\,\,\forall x,y\in \mathbb {R} }
Trekantsuligheden er i matematisk analyse nyttig til bestemmelse af den største øvre værdi en sum kan antage, givet størrelserne af summens indgående led.

## Metrisk rum
I et metrisk rum {\displaystyle (M,d)} siger trekantsuligheden, at
{\displaystyle d(x,z)\leq d(x,y)+d(y,z)\,\,\forall x,y,z\in M}
Altså at afstanden mellem to vilkårlige punkter {\displaystyle x} og {\displaystyle z} maksimalt er summen af afstandende fra {\displaystyle x} til {\displaystyle y} og {\displaystyle y} til {\displaystyle z}.

## Korollar
Det følgende er en ofte nyttig konsekvens af trekantsuligheden, der giver information om nedre begrænsninger i stedet for øvre begrænsninger:
{\displaystyle |\Vert x\Vert -\Vert y\Vert |\leq \Vert x-y\Vert } eller for metriske rum {\displaystyle |d(x,y)-d(x,z)|\leq d(y,z)}.
Dette kræver at normen og afstandsfunktionen er 1-Lipschitzkontinuerte og dermed kontinuerte.